# The Real Thing (Highway)
The Real Thing (La cosa reale) è un singolo del gruppo musicale montenegrino Highway, presentato il 4 marzo 2016 e pubblicato l'8 aprile su etichetta discografica Universal Music Denmark. Il brano, scritto da Skansi, Luka Vojvodić e Maro Market, ha rappresentato il Montenegro all'Eurovision Song Contest 2016. Gli Highway hanno cantato The Real Thing per quindicesimi nella prima semifinale del 10 maggio sul palco dell'Eurovision a Stoccolma, ma non si sono qualificati per la finale del 14 maggio. Gli Highway sono arrivati diciassettesimi nel televoto con 14 punti e decimi nel voto della giuria con 46 punti; in totale hanno accumulato 60 punti, piazzandosi tredicesimi su diciotto partecipanti.

## Tracce
Download digitale
1. The Real Thing – 3:01